# Rhetenor
Rhetenor (лат.) — род аранеоморфных пауков подсемейства Dendryphantinae из семейства пауков-скакунов (Salticidae). Родовое название Rhetenor является отсылкой к Ретнору, персонажу «Метаморфоз» Овидия.

## Описание
Мелкие пауки, общий размер около 0,3 см: длина самки Rhetenor texanus равна 2,5 мм (самец 3,3 мм), а у самки R. diversipes — 3,2 мм. Коренастые жукообразные пауки. Возможно, представляет собой крайнюю форму рода Zygoballus. В мировой фауне известны только два вида. Род и первый его вид R. diversipes были впервые описаны в 1902 году французским арахнологом Эженом Симоном по материалам из Бразилии. Второй вид R. texanus был найден в штате Техас (США) и описан в 1936 году американским арахнологом Виллисом Герчем. Род Rhetenor принадлежит к родовой группе Dendryphantines из супергруппы Euophryoida из подсемейства Dendryphantinae.

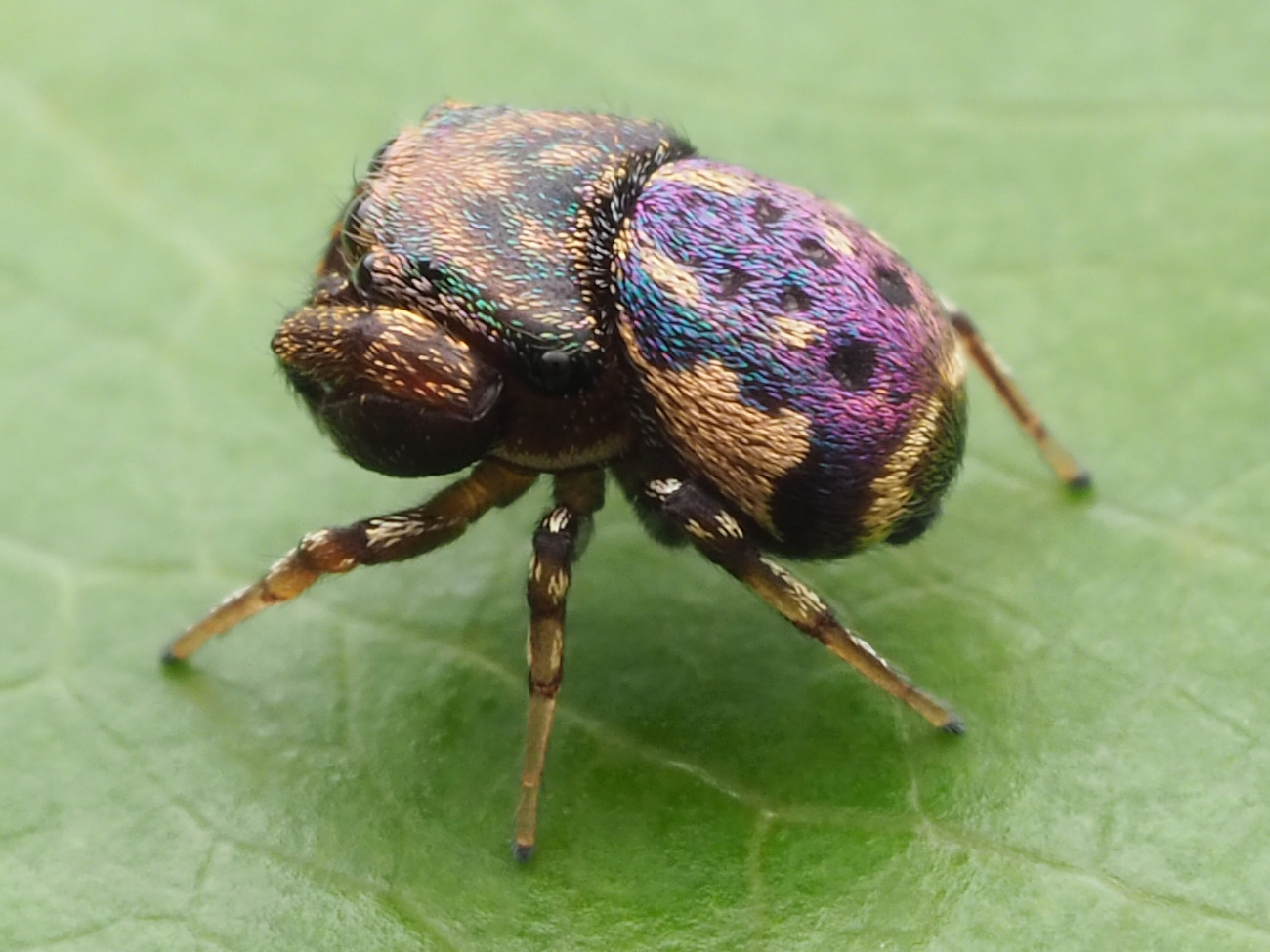
Самка Rhetenor texanus
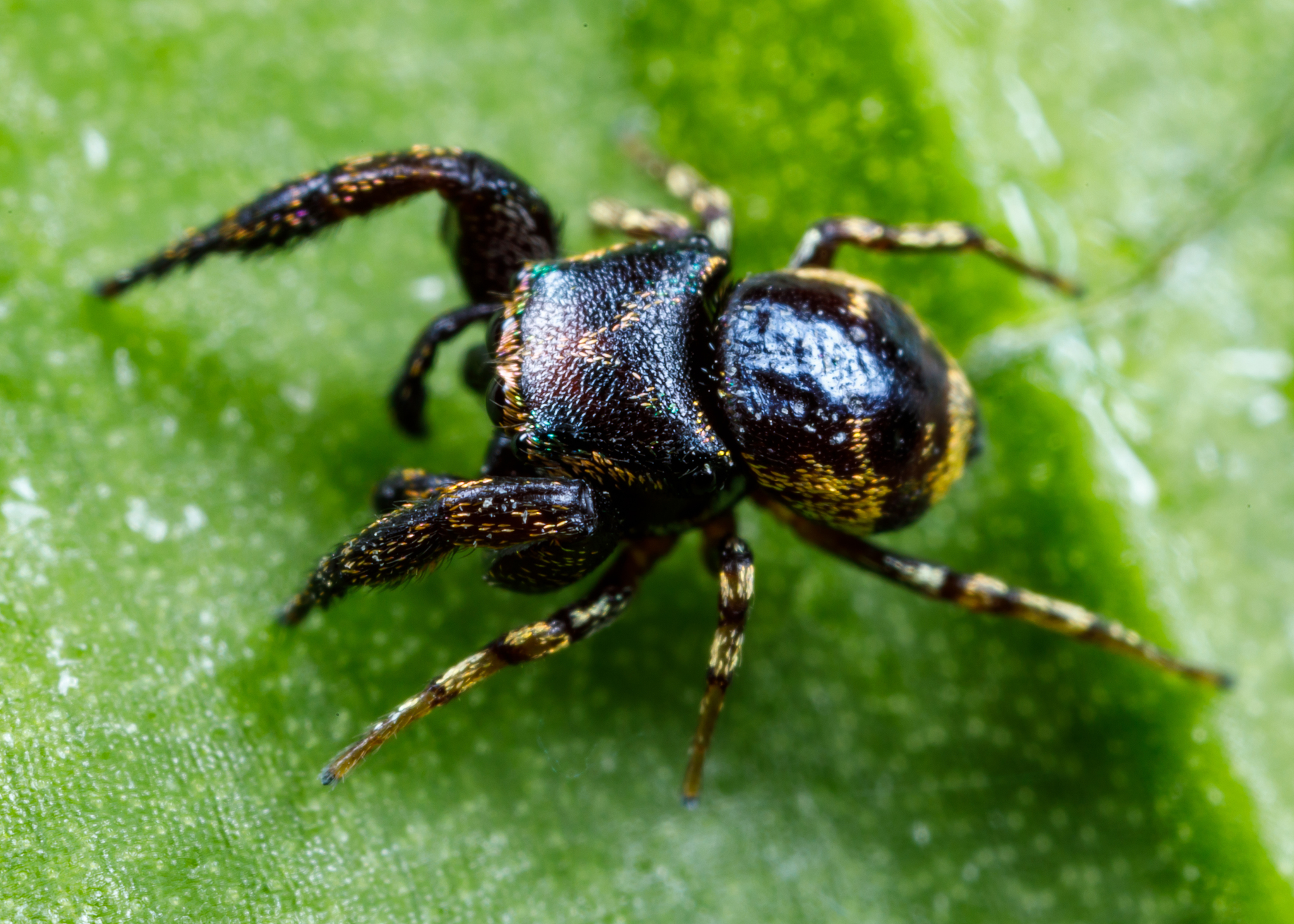
Самец Rhetenor texanus

- Rhetenor diversipes Simon, 1902 — Бразилия
- Rhetenor texanus Gertsch, 1936 — США